# Uni Elektro
Uni Elektro Fachgroßhandel GmbH & Co. KG ist ein 1970 gegründetes deutsches Unternehmen und Elektrofachgroßhändler. Mit dem Hauptsitz in Eschborn betreibt Uni Elektro bundesweit rund 70 Standorte und 3 Zentrallager. Das Unternehmen ist seit dem Jahr 2000 Teil der Würth-Gruppe.

## Geschichte
Uni Elektro wurde durch Fusion der Firmen Eugen Bauer, Alfred Elsholtz & Co. und Ludwig Spoerle KG am 1. Juli 1970 gegründet. 1997 übernahm Uni Elektro die Walter Kluxen GmbH. Im Jahr 2000 wurde Uni Elektro ein Teil der Würth-Gruppe. In diesem Zusammenhang gliederte sich Uni Elektro in den Würth Elektrogroßhandel (W.EG.) ein.